# Пуду північний
Пуду північний (Pudu mephistophiles, syn. Pudella mephistophiles) — вид ссавців родини Оленевих.

## Етимологія
Pudu — назва тварини мовою індіанців мапуче. лат. Mefistófeles — персонаж з роману "Фауст" Йогана фон Ґете (1749–1832) уособлює диявола.

## Середовище проживання
Країни проживання: Колумбія, Еквадор, Перу.
Цей вид займає розривний і, ймовірно, фрагментований діапазон у гірських лісах і їх межах з вологими луками Анд. Висота проживання: 2800—4500 м.

## Морфологія
Морфометрія. довжина голови й тіла: 600–750 мм, довжина хвоста: 25–40 мм, довжина задніх ступнів: 145–180 мм, довжина вух: 65–82 мм, висота в плечах: 250–450, вага: 5–10 кг. 
Опис. Це невеликий олень. Хутро грубе, досить довге і густе. Спина темно-червонувато-коричнева, темніша до центру спини, в той час як боки від червонуватого до оливкового кольору. Лице чорне, включаючи ніс, підборіддя і вуха. Вентральна область і з внутрішньої сторони ніг забарвлення від світло-коричневого до світло-червоно-коричневого. Самці мають малі та нерозгалужені роги. Хвіст невеликий, темний і кольору спини. Молодий зразок був рівномірно забарвлений, без білуватих плям, на відміну від інших видів оленів.
Зубна формула: I 0/3, C 0/1, P 3/3, M 3/3 = 32 зуба. 

## Стиль життя
Не так багато відомо про біологію та природну історію цього виду. Мабуть, активний і вдень і вночі з частими періодами відпочинку між кожним періодом активності. Харчується листям невеликих дерев і чагарників. Вони зустрічаються поодиноко або в парах, але ніколи не утворюючи великі групи. Коли він відчуває небезпеку, знаходить притулок в густих заростях і ярах дуже швидко. Через це його називають «олень-кролик». Вагітність триває близько семи місяців, після чого народжується одне дитя. Дорослого розміру досягає за три місяці.

## Загрози та охорона
Перетворення середовища проживання і хижацтво домашніх собак є найбільшими загрозами. Вид зустрічається в ряді природоохоронних територій по всьому ареалу; деякі з них без планів управління і багато з них отримують недостатньо ресурсів для того, щоб дати адекватний захист виду.